# Europacupen i ishockey
Europacupen i ishockey var en europeisk ishockeyturnering för mästarklubblag. Europacupen i ishockey startades 1965 på herrsidan och 2004 på damsidan. Herrturneringen lades ner 1997, till förmån för andra turneringar (se europeiska klubbmästerskapet och Champions Hockey League).

## Cupvinnare herrar
- 1965/1966, ZKL Brno, Tjeckoslovakien
- 1966/1967, ZKL Brno, Tjeckoslovakien
- 1967/1968, ZKL Brno, Tjeckoslovakien
- 1968/1969, CSKA Moskva, Sovjetunionen
- 1969/1970, CSKA Moskva, Sovjetunionen
- 1970/1971, CSKA Moskva, Sovjetunionen
- 1971/1972, CSKA Moskva, Sovjetunionen
- 1972/1973, CSKA Moskva, Sovjetunionen
- 1973/1974, CSKA Moskva, Sovjetunionen
- 1974/1975, Krylija Sovjetov, Sovjetunionen
- 1975/1976, CSKA Moskva, Sovjetunionen
- 1976/1977, HC Kladno, Tjeckoslovakien
- 1977/1978, CSKA Moskva, Sovjetunionen
- 1978/1979, CSKA Moskva, Sovjetunionen
- 1979/1980, CSKA Moskva, Sovjetunionen
- 1980/1981, CSKA Moskva, Sovjetunionen
- 1981/1982, CSKA Moskva, Sovjetunionen
- 1982/1983, CSKA Moskva, Sovjetunionen
- 1983/1984, CSKA Moskva, Sovjetunionen
- 1984/1985, CSKA Moskva, Sovjetunionen
- 1985/1986, CSKA Moskva, Sovjetunionen
- 1986/1987, CSKA Moskva, Sovjetunionen
- 1987/1988, CSKA Moskva, Sovjetunionen
- 1988/1989, CSKA Moskva, Sovjetunionen
- 1989/1990, CSKA Moskva, Sovjetunionen
- 1990, Djurgårdens IF, Sverige
- 1991, Djurgårdens IF, Sverige
- 1992, Malmö IF, Sverige
- 1993, TPS, Finland
- 1994, Jokerit, Finland
- 1995, Jokerit, Finland
- 1996, HK Lada Togliatti, Ryssland